# Blenheim, Nya Zeeland
För andra betydelser, se Blenheim.
Blenheim är en stad i regionen Marlborough, på den nordöstra delen av sydön på Nya Zeeland. Folkmängden uppgick år 2015 till cirka 31 000 personer. Området är känt för att vara centrum för Nya Zeelands vinproduktion och det har också landets soligaste klimat. Det finns en utsiktsplats där som kallas "The Middle of New Zealand". Nelson och Blenheim är sydöns nordstäder. Från Blenheim går det färjeförbindelser med Wellington.